# Eudald Vendrell i Ferrer
Eudald Vendrell i Ferrer (Barcelona, 20 de gener de 1948) és un advocat i professor universitari català, va ser president de l'associació Justícia i Pau des del 2014 i fins al juny del 2022.
Llicenciat en Dret per la Universitat de Barcelona el 1970, i Diplomat en Dret comparat per l'Institut de Dret Comparat de la Universitat d'Estrasburg el 1973, exercí l'advocacia des de l'any 1970, dedicat a l'àmbit del dret privat. També ha exercit com a professor de dret civil a la Universitat de Barcelona durant quaranta-dos anys, i també a l'Escola de Pràctica Jurídica del Col·legi d'Advocats de Barcelona.
Ha participat en diverses entitats que han treballat els drets humans. Així, ha estat membre fundador i president del Grup de Juristes Roda Ventura, associació dedicada a la promoció dels drets humans, i de la secció catalana del Secretariat Internacional de Juristes Catòlics - Pax Romana Internacional. Com a portaveu d’aquesta organització, ha realitzat nombroses intervencions a la Comissió de Drets Humans de les Nacions Unides a Ginebra. Fou vicedegà del Col·legi d'Advocats de Barcelona entre els anys 2009 i 2013. I també un dels fundadors de l'Institut de Drets Humans de Catalunya, on ha impartit cursos, i també ha publicat articles sobre la jurisprudència del Tribunal Europeu de Drets Humans. També va formar part del Gabinet de Drets Humans de la Creu Roja de Catalunya. En els darrers temps ha estat membre de l'Associació Catalana de Juristes Demòcrates.
Des del maig del 2014 ocupa el càrrec de president de l'associació Justícia i Pau, substituint a l'economista Arcadi Oliveres, que era el president des de l'any 2001. Vendrell ja estava vinculat a l'entitat des dels anys vuitanta, ja que fou membre de la seva Junta de Govern entre 1988 i 1992, i en els darrers anys la seva implicació ha estat principalment a través de la Comissió de Drets Humans.